# (13657) Badinter
(13657) Badinter ist ein Asteroid des Hauptgürtels, der am 8. März 1997 vom belgischen Astronomen Eric Walter Elst am La-Silla-Observatorium (Sternwarten-Code 809) der Europäischen Südsternwarte in Chile entdeckt wurde.
Der Asteroid wurde am 28. November 2010 nach Élisabeth Badinter (* 1944) benannt, einer französischen Philosophin und Professorin an der Eliteuniversität École polytechnique in Paris, die jene Richtung des Feminismus vertritt, die die Gleichheit der Geschlechter und den Universalismus betont.
Der Himmelskörper gehört zur Nysa-Gruppe, einer nach (44) Nysa benannten Gruppe von Asteroiden (auch Hertha-Familie genannt nach (135) Hertha).